# 리오-안티리오 다리

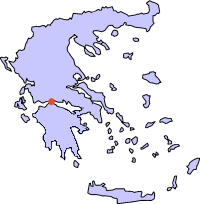
코린토스 만의 3km를 가로지르는 리오-안티리오 다리의 위치.

리오-안티리오 다리(그리스어: Γέφυρα Ρίου-Αντιρρίου, 영어: Rio-Antirio bridge)는 그리스 파트라 근처 코린토스 만에 있는 사장교로, 그리스 본토의 안티리오와 펠로폰네소스반도의 리오를 연결한다. 2004년에 완공되었다. 공식 명칭은 하릴라오스 트리쿠피스 다리(그리스어:  Γέφυρα Χαρίλαος Τρικούπης)로, 리오와 안티리오를 연결하는 다리 건설 구상을 제시했던 19세기의 그리스 총리 하릴라오스 트리쿠피스의 이름을 딴 것이다.

## 개요
이 다리가 완성되면서, 지금까지 코린토스 지협을 통과하는 교통로밖에 없었던 교통 상황을 개선하게 되었다. 가장자리에는 4개의 지주가 위치하고 있고, 중앙 경간은 560m, 총 거리는 2,252m(연결 다리를 포함한다면 2,882m)이다. 총 거리 면에서 세계 최장의 사장교이다. 폭은 28m로, 2차선 및 비상 차선과 보행자용 도로가 정비되어 있다. 완성 이후 자동차의 통행료는 10.50 유로, 자전거는 1.50 유로를 징수하고 있다.

## 역사
공식 명칭인 하릴라오스 트리쿠피스 다리는 이 다리의 건설을 주장하였던 19세기의 그리스 총리 하릴라오스 트리쿠피스의 이름을 딴 것이다. 19세기의 그리스는 산업 혁명이 막 시작된 때여서, 다리의 건설에 필요한 자금과 기술력이 부족한 상황이었다.
본격적인 건설 계획은 1990년대 중반에 제시되었다. 준설 작업은 1998년에 시작하였고, 2003년에는 거대한 지지 파일론이 완성됐다. 이와 동시에, 데크와 케이블도 제작되어 2004년 5월 21일에 다리의 주요 부분들이 완성되었다. 2004년 8월 7일에 완성 행사가 개최되었다. 이 날은 아테네 올림픽 개막 1주일 전이었는데, 공식적으로 다리를 처음 통과한 것은 성화를 옮겼던 사람이다. 다른 사람은 2004 UEFA 유럽 선수권대회에서 그리스를 우승으로 이끈 오토 레하겔 감독이었고, 또 한 사람은 다리 건설이 시작된 때에 정부의 공공사업부 장관을 맞고 있었던 코스타스 라리오티스였다.
건설에 소요된 비용은 약 63,000,000 유로 정도였는데, 대부분이 유럽 연합의 각 국가의 대출을 받아 조달하였다. 건설 당시에는 2004년 9월 11일에 완성될 것이라고 계획하였으나, 예정보다 앞당겨 완성되었다. 설계를 포함한 대부분은 주로 프랑스 기업이었던 빈치 그룹이 맡았다. 주임 설계자는 베르디 미켈란이 맡았다.

리오-안티리오 다리 개요

이 다리에는 건설지의 지리적 특성에 따라서 몇 가지를 고려할 필요가 있었다. 깊이 65m에 이르는 해저는 연약한 지반이어서, 수 차례 약진이 발생하고 있었다. 코린토스 만이 매년 30mm씩 늘어나고 있는 상황도 고려할 필요가 있었는데, 이러한 이유들로 교각은 지반이 아닌 해수면과 평행한 해저에 깔려 있는 자갈 위에 놓이게 되었다. 지진이 발생했을 때 교각이 평행이동을 하고, 자갈이 에너지를 흡수하는 식이었다. 교각과 데크부는 잭과 완충 장치들을 이용해 고정하여 교각 사이에서 일어나는 지반 변화에 대응할 수 있도록 설계하였다.